# ケプラー66
| 太陽 | ケプラー66 |
| ---- | ---------- |
| 太陽 | Exoplanet  |

ケプラー66(Kepler-66)とは地球からはくちょう座の方向に約3600光年離れた位置にある太陽に非常によく似たG型主系列星である。2013年にケプラー宇宙望遠鏡の観測によって1つの太陽系外惑星が発見された。

## 惑星系

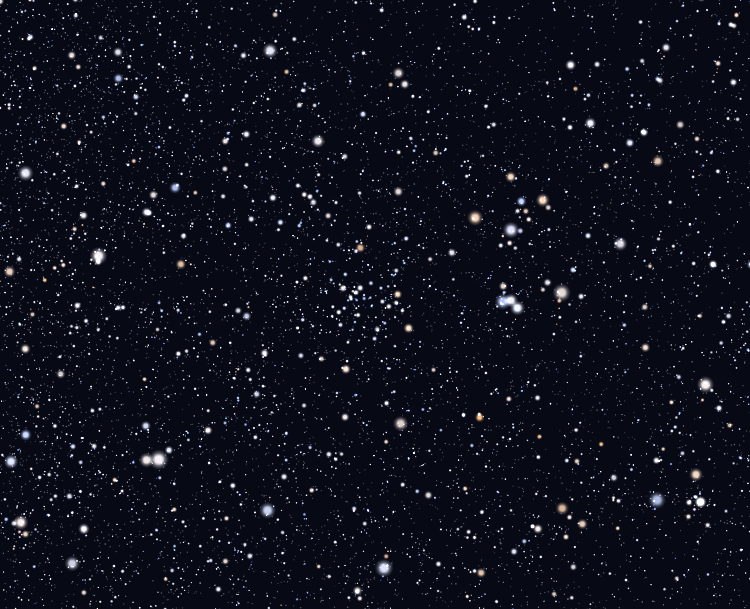
散開星団NGC 6811

ケプラー66系はケプラーの観測視野にある唯一の散開星団NGC 6811の中にある。先述のように2013年に太陽系外惑星、ケプラー66bが発見された。散開星団の中に発見された太陽系外惑星はこれまでの惑星形成理論の常識を覆す物として注目されている。従来の理論では、星団のような恒星がひしめき合う場所にある惑星は強い放射線と強烈な恒星風にさらされる為、惑星が誕生するには過酷な環境だとされてきたからである。実際にケプラー66bの発見前に発見されていた星団の中にある太陽系外惑星は4つしかなかった。散開星団は比較的、年齢や距離を正確に求める事ができる。この事からケプラー66系の年齢は約10億年、距離は約3600光年と正確に求めることができた。
ケプラー66bは正確な年齢、距離、半径が判明している希少な惑星として注目されている。ケプラー66bは木星の0.31倍(地球の98.5倍)の質量、4分の1(地球の2.8倍)の半径を持つガス惑星とされている。
なお、ケプラー66系の次に太陽系外惑星が発見されたケプラー67系もNGC 6811に属する。
| 名称 （恒星に近い順） | 質量         | 軌道長半径 （天文単位） | 公転周期 (日)      | 軌道離心率 | 軌道傾斜角 | 半径          |
| --------------------- | ------------ | ----------------------- | ------------------ | ---------- | ---------- | ------------- |
| b                     | 0.31±0.07 MJ | 0.1352±0.0017           | 17.815815±0.000075 | —          | 89.95°     | 0.25±0.014 RJ |